# Yongkang
Yongkang (chiń. upr. 永康; pinyin Yǒngkāng) – miasto na prawach powiatu we wschodnich Chinach, w prowincji Zhejiang, w prefekturze miejskiej Jiaxing. 

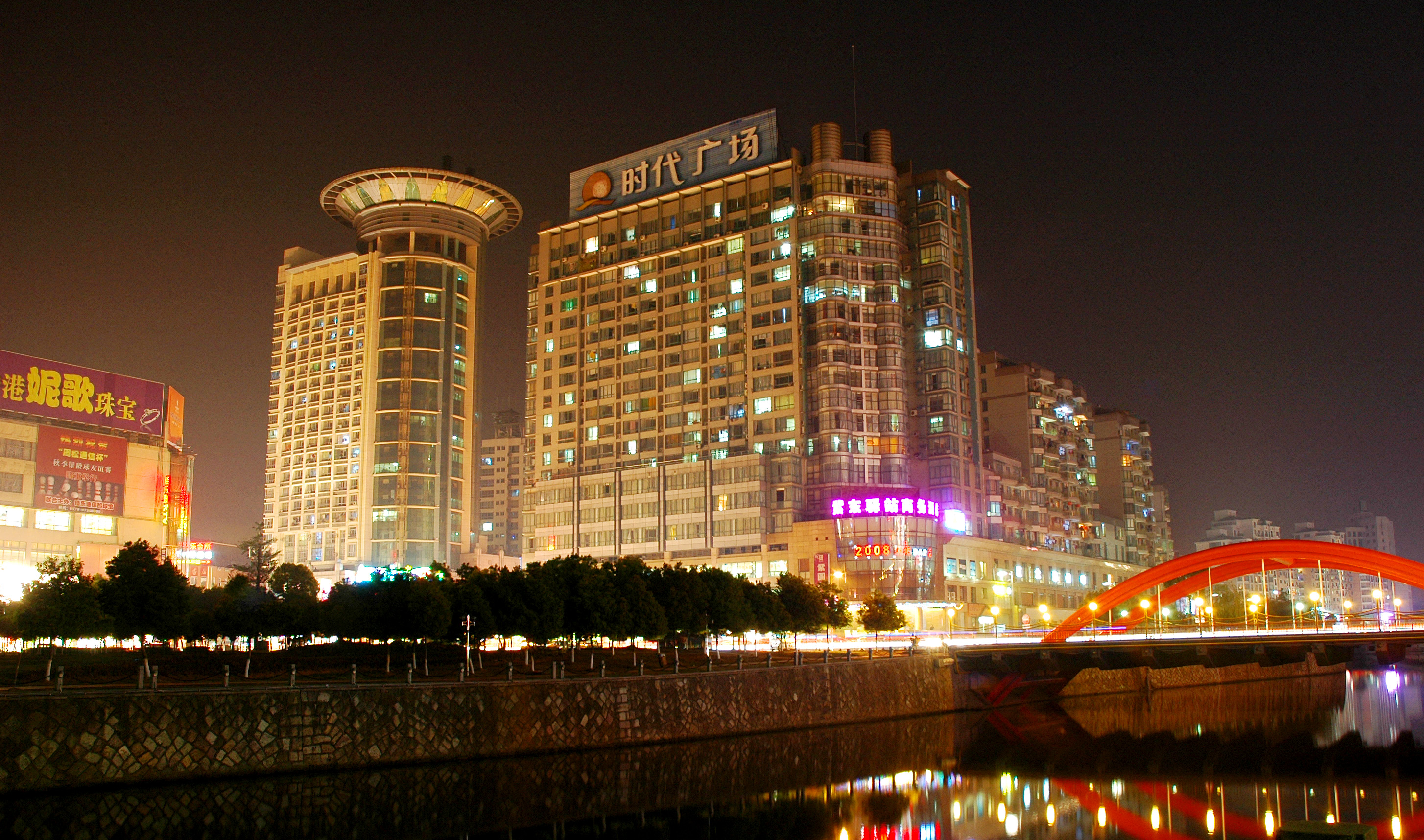
Yongkang nocą

## Miasta partnerskie
- Bell Ville –  (Argentyna)